# 老普林尼
蓋乌斯·普林尼·塞孔杜斯（拉丁語：Gaius Plinius Secundus，23年—79年8月24日），常稱为老普林尼或大普林尼，古羅馬作家、博物学家、军人、政治人物，以《自然史》（一译《博物志》）一書留名後世。
老普林尼是罗马骑士与元老院议员加伊乌斯·凯奇利乌斯的外孫。他出生在科莫，而非訛傳的维罗纳。学过法律，任西班牙代理总督，后担任那不勒斯舰队司令。老普林尼在观察维苏威火山爆发时，不幸被火山噴出的毒氣毒死。其外甥为小普林尼，則在遠處紀錄下了火山爆發的景象。
其一生著有7部著作，其中六本散失，僅剩片段。